# エコツーリズム推進法
エコツーリズム推進法（エコツーリズムすいしんほう、平成19年6月27日法律第105号）は、環境省主導のエコツーリズムを進めるための枠組みに関する日本の法律である。
所管省庁は環境省のほか国土交通省、農林水産省、文部科学省。
2007年（平成19年）5月25日に、衆議院環境委員長提出の議員立法として提出、5月29日に衆議院本会議で、6月20日に参議院本会議でそれぞれ満場一致で可決され、成立し、6月27日に公布され、翌年の4月1日から施行された。

## 背景
地球温暖化現象などの環境問題を皮切りに、身近な環境への関心や高まりからエコツーリズムが数多く実施されている。しかし、環境への無配慮なエコツアーや観光活動が増え、現場の環境に悪影響を与えているのも事実である。そうした中で、観光や地域振興にあたって、環境の保全を前提とすることを定めた法律が必要であるという認識が高まり、適切なエコツーリズムのための枠組みを定める法律の制定が求められた。

## 法律の趣旨
地域の自然環境の保全に配慮をし、地域ごとの創意工夫を生かしたエコツーリズムを通じながらの、
1. 自然環境の保全
2. 観光振興
3. 地域振興
4. 環境教育

の推進を求めるものである。

## 基本方針
エコツーリズム推進に取り組む地域（市町村）は、協議会（ガイドや旅行業者、NPO、住民などさまざまな関係者がメンバー）を組織し、エコツーリズムの実施方法や自然観光資源の保護等についての構想を主務大臣（環境、国土交通、農林水産、文部科学）に対して認定を申請する。
申請した構想が認定を受けると、国は認定を受けた市町村への広報支援を行うなど、その地域のエコツーリズム実現に関して便宜を図る。また、申請地域は認定された構想に基き、「特定自然観光資源」を指定することが可能になる。この際に、特定自然観光資源を汚損、損傷することを禁止し違反者に罰則を設けることや、保全のために利用者数を制限することなども可能である。

## 法律の特徴
この法律では、動植物の生息地などのいわゆる自然環境だけではなく、それらの自然環境と密接に関係する風俗慣習などの伝統的な生活文化も自然観光資源として認めている。

### 特定自然観光資源
特定自然観光資源とは、第8条に基づいて、市町村が保護措置を講じるために指定（特定）した自然観光資源のことである。「自然観光資源」の定義は、第2条より「動植物の生息地又は生育地その他の自然環境に係る観光資源」および「自然環境と密接な関連を有する風俗慣習その他の伝統的な生活文化に係る観光資源」である。また、第9条、第10条により、これら特定自然観光資源にうち、風俗慣習などの無形観光資源を除く有形の自然観光資源で、観光旅行者等の立入などの活動によって損傷あるいは汚染が危惧される場合に、市町村が指定区域内の立入制限などの規制措置を講じることができる。なお第19条より、これらの規制措置に反した者に対して30万円以下の罰則を科すことができる。
特定自然観光資源の指定のある全体構想は、下記のように慶良間地域エコツーリズム推進全体構想、竹富町西表島エコツーリズム推進協議会の2件である。

### エコツーリズム推進協議会
協議会は次の事務を行う。
1. エコツーリズム推進全体構想を作成。
2. エコツーリズムの推進に係る連絡調整。

#### 全体構想が認定された協議会
全体構想が認定された協議会は、2024年9月現在で28件である。特定自然観光資源の指定のある全体構想は、下記のように2つである。また指定をしない理由について言及のある場合は、その理由を記載し、理由のない場合は単に指定なしと記載した。
- 飯能市エコツーリズム推進協議会　
  - 2009年9月8日　全体構想認定
  - 2015年1月16日　変更認定

1. 「エコツーリズムオープンカレッジ」の実地
2. 飯能市の里と山の自然・歴史・文化を楽しめるエコツアープログラムの開発（第4回エコツーリズム大賞受賞）
3. エコツアー事前協議制度の導入
4. 観光客の要望に合わせたオリジナルのエコツアー作り

- 渡嘉敷村エコツーリズム推進協議会、座間味村エコツーリズム推進協議会
  - 2団体で慶良間地域エコツーリズム推進全体構想を作成。
  - 2012年6月27日　全体構想認定※特定自然観光資源の指定のある全体構想としては第1号

- 谷川岳エコツーリズム推進協議会　
  - 2012年6月29日　全体構想認定
  - 地域の自然観光資源のほとんどが国立公園等の様々な制度により保全が図られていることから特定自然観光資源の指定は行ない。

- 鳥羽市エコツーリズム推進協議会　
  - 2014年3月13日　全体構想認定
  - 2017年2月7日　変更認定
  - 地域の自然観光資源の多くは、伊勢志摩国立公園や他の関係法令等により現状においても概ね保全が図られていると判断されるため、今回の構想の作成に当たって特定自然観光資源の指定は行ない。

- 名張市エコツーリズム推進協議会　
  - 2014年7月9日　全体構想認定
  - 特定自然観光資源の指定はない。

- 南丹市美山エコツーリズム推進協議会　
  - 2014年11月21日　全体構想認定
  - 特定自然観光資源の指定はない。

- 小笠原エコツーリズム推進協議会　
  - 2016年1月28日　全体構想認定
  - 特定自然観光資源の指定はない。

- てしかがえこまち推進協議会　
  - 2016年11月15日　全体構想認定
  - 2020年2月7日　変更認定
  - 特定自然観光資源の指定はない。

- 上市まちのわ推進協議会　
  - 2017年2月7日　全体構想認定
  - 特定自然観光資源の指定はない。

- 愛媛県石鎚山系エコツーリズム推進協議会　
  - 2017年2月7日　全体構想認定
  - 地域の自然観光資源のほとんどが自然公園法や他の関係法令等により概ね保全が図られていると判断されることから、特定自然観光資源の指定は行わない。

- 串間エコツーリズム推進協議会　
  - 2017年2月7日　全体構想認定
  - 特定自然観光資源の指定はない。

- 奄美群島エコツーリズム推進協議会　
  - 2017年2月7日　全体構想認定
  - 奄美群島は国立公園指定を目指しており、指定後は多くの自然観光資源の保全が図られることとなる。また、奄美群島のエコツアーガイドは自主ルールを定めて自然環境に配慮した活動を行っている。そのため、現時点では特定自然観光資源の指定は行ない。今後、世界自然遺産登録等により観光客の増加も想定されるため、自然観光資源の状況についてモニタリングを行い、必要に応じて特定自然観光資源の指定について検討。

- 檜原村エコツーリズム推進協議会　
  - 2018年4月6日　全体構想認定
  - 特定自然観光資源の指定はない。

- 下呂市エコツーリズム推進協議会　
  - 2018年4月6日　全体構想認定
  - 特定自然観光資源の指定はない。

- 赤城山エコツーリズム推進協議会　
  - 2018年9月10日　全体構想認定
  - 特定自然観光資源の指定はない。

- 阿蘇ジオパーク推進協議会　
  - 2019年7月11日　全体構想認定
  - 特定自然観光資源の指定はない。

- 吉野川紀の川源流ツーリズム推進協議会　
  - 2019年11月16日　全体構想認定
  - 特定自然観光資源の指定はない。

- 宮島エコツーリズム推進協議会　
  - 2020年9月11日　全体構想認定
  - 特定自然観光資源の指定はない。

- 白川郷まるごと体験協議会　
  - 2021年7月20日　全体構想認定
  - 特定自然観光資源の指定はない。

- 軽井沢町エコツーリズム推進協議会　
  - 2022年5月26日　全体構想認定
  - 当町の自然観光資源は、自然公園法や他の関係法令等によって現状でも保全が図られていると判断されますが、既存制度で保全が図られないと判断された場合には、本構想に基づく特定自然観光資源の指定について検討する。

- 東近江市エコツーリズム推進協議会　
  - 2022年10月22日　全体構想認定
  - 特定自然観光資源の指定はない。

- 竹富町西表島エコツーリズム推進協議会　
  - 2022年12月7日　全体構想認定　※特定自然観光資源の指定のある全体構想としては第2号

- まんのう町ツーリズム推進協議会　
  - 2023年6月22日　全体構想認定

- 屋久島町エコツーリズム推進協議会　
  - 2023年8月4日　全体構想認定

- 甑島（こしきしま）ツーリズム推進協議会　
  - 2023年8月18日　全体構想認定

- 神津島エコツーリズム推進協議会　
  - 2023年9月1日　全体構想認定

- 奥入瀬渓流エコツーリズムプロジェクト実行委員会　
  - 2024年5月19日　全体構想認定

- 乗鞍岳エコツーリズム推進協議会　
  - 2024年9月13日　全体構想認定

## 批判
環境を「保護する」のではなく、「観光産業」にすることの正当化を狙ったものであるという批判が存在する。法律名こそエコツーリズムの推進であるのに、利用者数の制限を設けるなどの「立ち入り禁止」条例の色合いが強いことなどの矛盾が生じている。また、上記の特定自然観光資源の指定に都道府県レベルでの検証過程が存在しておらず、市町村の恣意性が発生する可能性もある。
申請は市町村にまかせながらも、罰則の基準が地方公共団体レベルの条例ではなく、国家レベルの法律に委ねられていることが、他の条例との乖離を生じさせているといえる。観光立国推進基本法との関係においての問題も存在する。旧観光基本法の指針性、規範性に問題があるとの指摘もある中で、佐伯宗義が指摘した中央集権的規定の削除を行い、観光に関する基本法としての指針性を発揮すべく、環境、景観保全に言及する条項も設置したうえで、全部改正法として2006年に観光立国推進基本法が制定されたものである。それにもかかわらず、翌2007年に制定されたエコツーリズム推進法が、観光立国推進基本法との関係性に言及しない法律として制定されたことから、再び観光立国推進基本法の指針性に問題が投げかけられることとなってしまったのである。エコツーリズム研究者の研究視点のあいまいさにもつながる問題としても残ってしまったのである。